# Spelljammer: Pirates of Realmspace
Spelljammer: Pirates of Realmspace est un jeu vidéo de rôle développé par Cybertech Systems pour Strategic Simulations, Inc. et sorti sur PC en 1992. Il est basé sur les règles d’Advanced Dungeons & Dragons. C'est le premier jeu à prendre place dans l'univers de campagne Spelljammer, créé en 1989 pour TSR.

## Système de jeu
Dans Spelljammer: Pirates of Realmspace le joueur contrôle un bateau capable de voler, élément clef de l'univers de Spelljammer, et son équipage. Il peut convoyer des biens d'un planète à une autre moyennant rétribution, ou accepter de missions tel que la livraison de matériel, le transport de passagers, l'escorte de navires ou la destruction de pirates. De ce point de vue, le titre évoque Elite.
Le jeu commence avec un personnage de niveau 5 dont la classe peut être au choix prêtre, guerrier, rôdeur, magicien ou roublard. Au fur et à mesure que le joueur complète des missions et voyage de sphères de cristal en sphères de cristal, son personnage gagne des points de réputations et de l'expérience jusqu'à ce qu'il lui soit demandé de sauver le monde d'un terrible danger.
Les combats entre les navires sont représentés en pseudo-3D. Le moteur de jeu de Spelljammer: Pirates of Realmspace est développé en interne par Cybertech Systems à l'exception de la gestion des combats au sol qui est confiée au moteur Gold Box de SSI.